# MILF
A MILF az angol Mother I'd like to fuck, azaz Anya, akit megdugnék kifejezés rövidítése, melyet olyan, szexuálisan vonzó, idősebb nőkre használnak, akiknek általában gyermekük is van. A MILF a pornóipar egyik legnépszerűbb keresőszava. A kifejezés Magyarországon is így használatos, magyar megfelelője nincs.

## Története
Laurel A. Sutton nyelvész szerint a MILF a Berkley Egyetem nyelvészeti évfolyamán 1992 tavaszán, a diákok között összegyűjtött kilenc olyan kifejezése egyike volt, melyet „vonzó nőkre” használtak. A használók tipikusan Kalifornia Contra Costa megyéjéből származó diákok voltak. A kifejezés az Amerikai pite című 1999-es film bemutatója után lett népszerű, ahol John Cho karaktere a Jennifer Coolidge által alakított Jeanine Stiflerre (Stifler édesanyjára) használta.
Egy 2007-es, New York magazinban megjelent cikk alapján arra lehet következtetni, hogy akkor már a kifejezés a mainstreambe is átkerült. MILF-feliratú bögrék és pólók árasztották el az internetes áruházakat, számos ilyen témájú könyv és televíziósorozat látott napvilágot, köztük például a Született feleségek.
Egyes médiumok szerint a MILF használata valójában sértő a nőkre nézve, a HVG cikkírója például úgy vélekedik, hogy a kifejezés „megalázó, udvariatlan és tiszteletlen. A MILF ugyanis nem egy bók, még ha elsőre annak hangzik is. Sokkal inkább a jól ismert utcai füttyögés leegyszerűsített, rövidítésbe csomagolt változata, amely két tulajdonságba szorítja be egy nő lényegét: az anyaságába és a szexualitásába. Talán nem kell sok fantázia ahhoz, hogy azért kifinomultabb módja is van a bókolásnak annál, mint hogy valaki anya, de azért szexuális tárgynak is elmegy.” Külföldi magazinok szerint helyette inkább a WHIP rövidítést kellene használni a mainstreamben, melynek jelentése women who are hot, intelligent and in their prime („nők, akik dögösek, intelligensek és a legszebb korban vannak”).

## Hasonló kifejezések
A MILF férfi megfelelője a DILF, azaz a daddy I'd like to fuck (Apa, akivel dugnék), melyet vonzó idősebb férfiakra használnak, akiknek feltehetően van gyerekük. A kifejezés nem olyan mértékben mainstream mint a MILF.
Használatban van még a GILF (granny I'd like to fuck), nagymama korú, vonzó idősebb nőkre.

## Fordítás
Ez a szócikk részben vagy egészben  a   MILF című angol Wikipédia-szócikk fordításán alapul.  Az eredeti cikk szerkesztőit annak laptörténete sorolja fel. Ez a jelzés csupán a megfogalmazás eredetét és a szerzői jogokat jelzi, nem szolgál a cikkben szereplő információk forrásmegjelöléseként.